# Maurice André

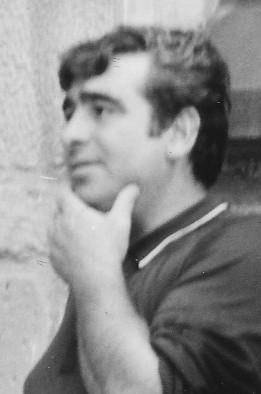
Maurice André (1969)

Maurice André (* 21. Mai 1933 in Alès; † 25. Februar 2012 in Bayonne) war ein französischer klassischer Trompeter und Hochschullehrer.

## Leben
Maurice André wurde in der Nähe der südfranzösischen Stadt Alès geboren. Als Vierzehnjähriger erlernte er das Spiel auf der Trompete, neben seiner Lehre als Bergmann im Kohlerevier der Cevennen. Die Zeit als Bergmann war für ihn „eine Schule der gegenseitigen Hilfe, der Aufrichtigkeit, ganz das Gegenteil der Musik- und Medienwelt.“ Sein Vater, selbst Bergmann, ermöglichte ihm privaten Unterricht bei Barthélemy am Conservatoire de Paris, das Maurice André aufgrund seiner außerordentlichen Begabung bald als Student aufnahm. Im ersten Jahr bereits erhielt er den 1. Ehrenpreis für Kornett, ein Jahr später für Trompete.
Nach dem Konservatorium wirkte er mehrere Jahre im Orchestre Lamoureux als Solo-Trompeter. 1955 erhielt er den 1. Preis beim Concours de Genève, 1963 wurde er Sieger beim Internationalen Musikwettbewerb der ARD in München. Danach begann eine Zeit der Tourneen und Teilnahmen an internationalen Festivals, z. B. in Athen, Bordeaux, Salzburg und Wien, Oxford und Cambridge, Moskau und New York. Für Aufführungen von Bachs Weihnachtsoratorium oder Händels Oratorien wurde Maurice André bald einer der gefragtesten Solisten.
Er verhalf seinem Instrument zu neuer Popularität, indem er die Piccolotrompete in die Barockmusik einführte, durch neue Interpretationen klassischer Partituren und indem er Komponisten wie André Jolivet, Marcel Landowski und Henri Tomasi dazu anregte, Stücke für Trompete zu komponieren.
Sein Repertoire umfasste vor allem Werke des 17. und 18. Jahrhunderts, daneben aber auch zeitgenössische Musik. Mehr als zehnmal wurde ihm der Grand Prix du Disque verliehen.
1981 spielte er mit dem Pianisten Claude Bolling eine jazzorientierte Produktion ein, die Toot Suite. Auch mit der Big Band von Michel Legrand spielte er mehrere Jazz-Titel ein. Insgesamt hat er über 250 Platten aufgenommen. Das Album The Pachelbel Canon wurde in den USA mit einer Goldenen Schallplatte ausgezeichnet. In seiner Heimat erhielt er Gold für das Album La Trompette De Toutes Les Mélodies.
2003 sagte Maurice André in einem Interview mit der Zeitung Le Monde: „Die Trompete ist ein schwieriges Instrument. Sie löst gemischte Gefühle aus, weil sie ihren kriegerischen Einsatz, den Goût des Triumphs sowie das biblische Bild der Apokalypse behalten hat. Die Trompete kann aber auch Mädchen im Reigen tanzen lassen.“

## Lehrtätigkeit
Von 1967 bis 1978 unterrichtete Maurice André als Professor am Conservatoire de Paris. Zu seinen Schülern gehörten unter anderen Bernard Soustrot und Guy Touvron.